# Puebla de la Reina
Puebla de la Reina – gmina w Hiszpanii, w prowincji Badajoz, w Estramadurze, o powierzchni 131,72 km². W 2011 roku gmina liczyła 845 mieszkańców.